# Ivan Bartoš

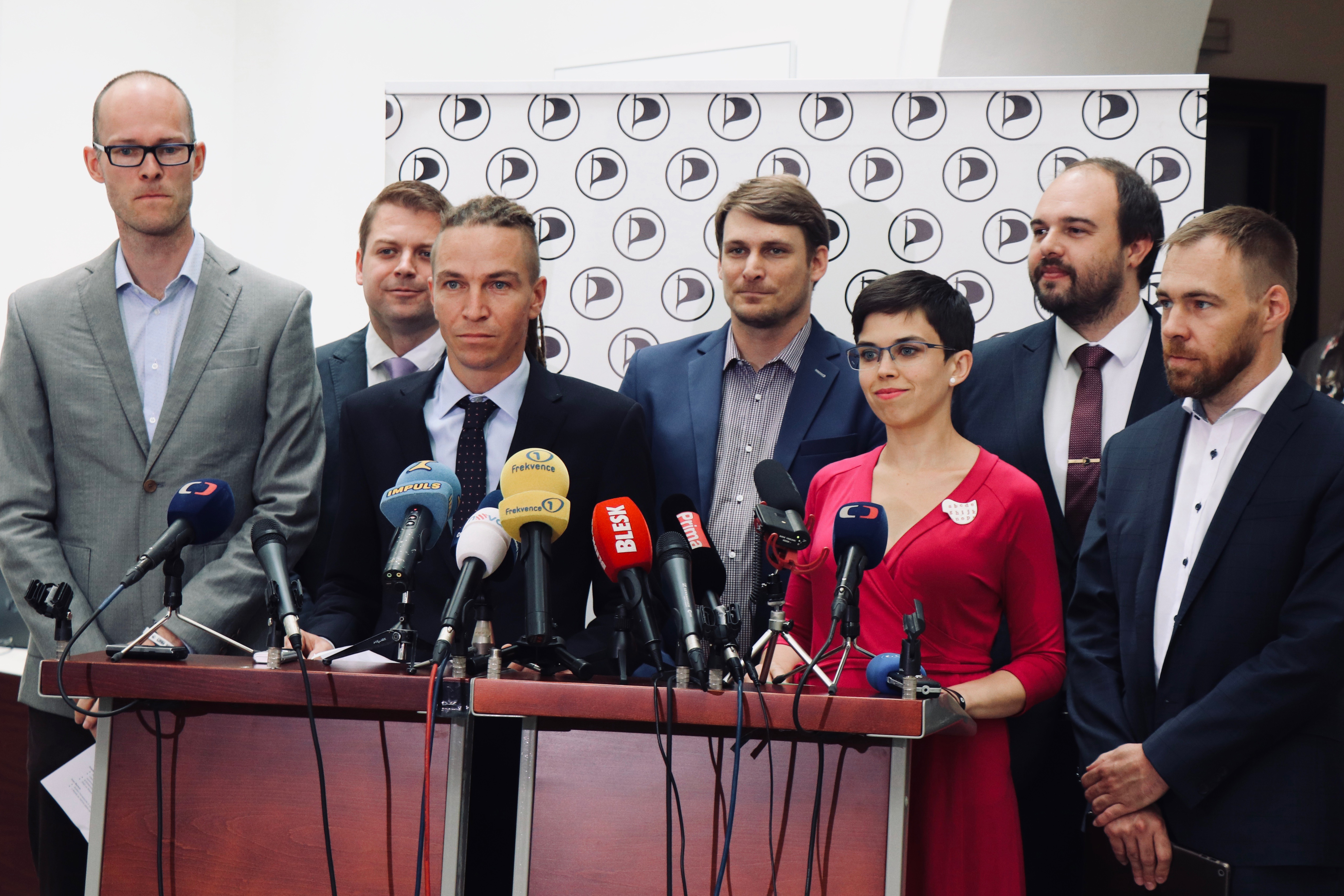
Ivan Bartoš v roce 2019

Ivan Bartoš (* 20. března 1980 Jablonec nad Nisou) je český politik, od prosince 2021 do září 2024 místopředseda vlády Petra Fialy pro digitalizaci a ministr pro místní rozvoj ČR, v letech 2009 až 2014 a znovu v letech 2016 až 2024 předseda České pirátské strany, od října 2017 poslanec Poslanecké sněmovny PČR.

## Život
Ivan Bartoš se narodil a vyrůstal v Jablonci nad Nisou, maturoval v roce 1999 a v tomto roce se také přestěhoval do Prahy, kde vystudoval magisterský obor informační studia a knihovnictví na Filozofické fakultě Univerzity Karlovy. Ve stejném oboru získal v roce 2005 titul PhDr. Po dobu jednoho semestru působil na Fakultě počítačových věd na University of New Orleans v USA. Doktorské studium v oboru informační věda ukončil v akademickém roce 2011/2012, titul Ph.D. obdržel roku 2013.
Ivan Bartoš se plynně dorozumí anglicky, na nižší úrovni je schopen se dorozumět francouzsky, rusky a německy. V praktickém testu anglického jazyka pořadu České televize 168 hodin uspěl předseda Pirátů nejlépe spolu s tehdejším ministrem pro evropské záležitosti Mikulášem Bekem.
Pracoval pro české i zahraniční firmy (Newton IT, Monster Worldwide, T-Mobile či EMTC) jako specialista na informační technologie. Svou IT kariéru přerušil v roce 2015 a jako ředitel marketingu startoval nový český pracovní portál. V současnosti[kdy?] pracuje na různých projektech týkajících se kvality dat ve firmách, budování datových skladů a návrhů manažerských informačních systémů. Věnuje se také přednáškové činnosti týkající se autorského práva, informační společnosti či bezpečnosti.
Angažuje se v aktivitách souvisejících s DIY kulturou. Jako diskžokej mixuje psychedelický trance, hraje na akordeon a zpívá v punkové kapele Nohama napřed. Bartoš také hrával na varhany v kostele ve svém rodném městě. Dne 17. listopadu 2015 se oženil s Lydií Frankou Hejnovou, která je taktéž členkou Pirátské strany. V srpnu 2020 se jim narodil syn Bertram.

## Názory
Pirátskou stranu sám označuje jako demokratickou politickou platformu, která se pokouší reflektovat realitu třetího tisíciletí. „Technologie, které máme nyní k dispozici, nám mohou úžasně pomáhat a ve finále všem lidem ulehčit život. Nesmí se ovšem stát nástrojem digitální totality.“
Považuje se za pacifistu. V roce 2017 vyjádřil kritiku některých intervencí NATO. V roce 2019 ocenil práci vojáků a vyjádřil nezbytnost modernizovat armádu v koordinaci se spojenci z NATO a EU.
Ivan Bartoš byl pražským členem SPD Janem Čížkem nepravdivě označen za současného nebo bývalého člena organizace Antifa, zároveň Piráty nařknul z ničení billboardů. Piráti naopak podali trestní oznámení na SPD, která zveřejňovala vymyšlené fiktivní příspěvky na sociálních sítích v neprospěch Pirátů Podle Tomia Okamury Bartoš s krajně levicovou organizací Antifa sympatizuje. Bartoš vazby na Antifu popřel a vlajku Antifaschistische Aktion, se kterou je vyfocen na několika dostupných fotografiích, označuje za připomínku protinacistického odporu ve 30. letech 20. století. Předseda Pirátů na toto téma uvedl, že být proti fašismu považuje za normální a vymezil se proti radikalismu Tomia Okamury: "V momentě, kdy pan Konvička, lidé z hnutí Úsvit, pan Okamura, antisemita Adam B. Bartoš a další výtečníci české rádoby národovecké vlny v Praze exhibovali do té míry, že na náměstích stavěli šibenice, cítil jsem jako svou morální povinnost, říci tomuto způsobu prezentace jasné ne."
Podepsal petici proti konání Dnů Jeruzaléma v Plzni, jejíž signatáři upozornili na politický podtext akce, která má legitimizovat Izraelskou anexi Východního Jeruzaléma, která je podle Rezoluce RB OSN č. 478 porušením mezinárodního práva. Spolu s Bartošem vyjádřili obavy o problematickém podtextu akce i filosof Noam Chomsky nebo britský hudebník Roger Waters.
V Událostech, komentářích zmínil problematiku odlivu zisků zahraničních firem z Česka do ciziny a prohlásil, že „Ty peníze mizí z České republiky a je to v řádech desítek miliard až sta miliard.“ Navrhl tedy, aby „zisk, který byl vytvořen v České republice, byl v České republice daněn.“
V rozhovoru před parlamentními volbami v roce 2017 odsoudil anexi Krymu Ruskou federací a uvedl, že ekonomické sankce jsou v současnosti jediným mírovým řešením. V témž rozhovoru prezentoval umírněný názor na uprchlickou krizi, když uvedl, že „pokud se někdo nemůže identifikovat a prokazatelně nepochází ze země toho původu, a takových v momentě vln kulminující krize přicházelo hodně, tak my máme volný pohyb v rámci schengenského prostoru a takový člověk prostě nemůže být vpuštěn do toho Schengenu, protože prostě je bezpečnostní hrozbou.“
Kritizoval násilný zásah španělské policie proti voličům v referendu o nezávislosti Katalánska.
Aktivně prosazuje sociální témata. V listopadu 2017 stál u zrodu akce Pirátský guláš, která se pravidelně koná každou druhou neděli v Praze u Hlavního nádraží, a členové Pirátské strany při ní servírují masový a vegetariánský guláš zdarma nejenom bezdomovcům. Součástí akce je i zvyšování povědomí o potravinových bankách a jejich možnostech.
V prosinci 2018 kritizoval reedukační střediska v Sin-ťiangu, kam jsou v Číně pro takzvanou „politickou převýchovu“ posíláni Ujgurové a příslušníci dalších etnických menšin.
V říjnu roku 2019 odsoudil vojenskou agresi Turecka, členského státu NATO, která byla namířena proti Kurdům na území Rojavy na severu Sýrie, a podpořil ekonomické sankce vůči Turecku do doby, než bude ukončena turecká okupace kurdských regionů na severu Sýrie. Vystoupil na demonstraci na podporu Kurdů v Praze, kde žádal zastavení vývozu českých zbraní do Turecka a prohlásil, že „Lidská práva jsou důležitá a pokud se Evropská unie prezentuje jako ostrov demokracie, který ctí principy, lidská práva, mezinárodní právo, musí situaci v severní Sýrii řešit.“
V listopadu 2019, u příležitosti 30. výročí Sametové revoluce, kritizoval menšinovou vládu, která se opírá o hlasy komunistů a v některých případech i o hlasy poslanců SPD.

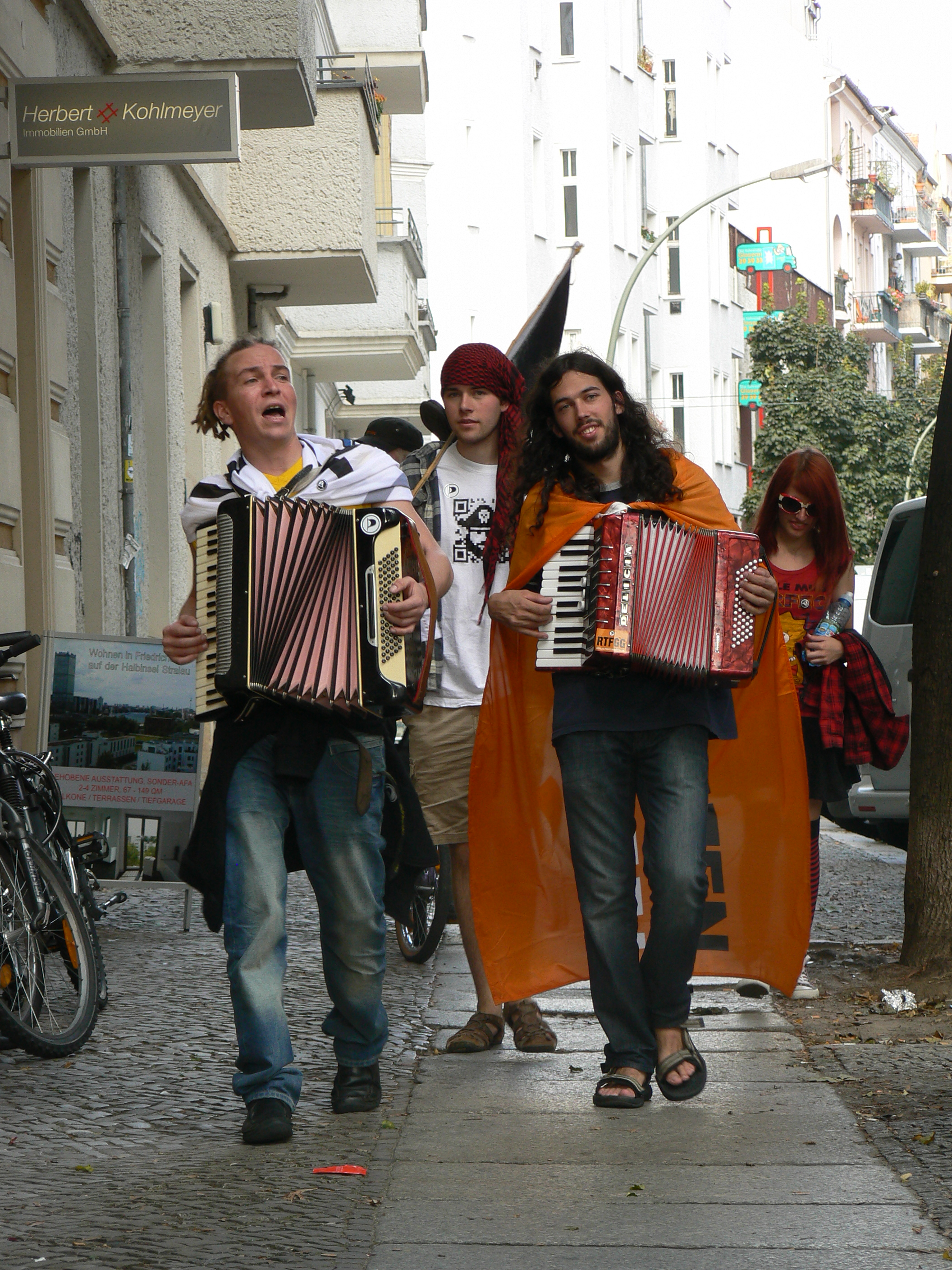
Ivan Bartoš a Mikuláš Ferjenčík při hře na akordeon

Prosazuje zavedení jmenovitého hlasování v městských radách, protože podle Bartoše „Lidé mají právo vědět i zpětně si jednoduše dohledat, jak jejich zvolení zastupitelé hlasovali.“
Podporuje Zelenou dohodu pro Evropu (European Green Deal), omezil by kamionovou dopravu a přesunul by ji na koleje, do roku 2025 by uzavřel uhelné elektrárny a staví se rezervovaně ke stavbě nových bloků jaderných elektráren.
Podpořil ministra zahraničí Tomáše Petříčka, ministra kultury Lubomíra Zaorálka a bývalého ministra zahraničí Karla Schwarzenberga, kteří ve společném prohlášení z 23. května 2020 odsoudili plánovanou izraelskou anexi židovských osad, které Izrael od roku 1967 vybudoval na okupovaném Západním břehu Jordánu. Podle Bartoše je „zcela zásadní dodržovat základní principy mezinárodního a humanitárního práva. Takové nároky je třeba uplatňovat v celosvětovém kontextu a musí platit i pro naše dlouhodobé přátele, mezi které Stát Izrael bezesporu patří.“
Varoval před rostoucím státním dluhem Česka a prohlásil, že „Každý občan ČR dnes dluží 226 tisíc korun. Národní rozpočtová rada varuje, že když bude růst tempo zadlužování, do dvou let narazíme do dluhové brzdy, takže se omezí výdaje na zdravotnictví, školství a důchody, nebo příští vláda bude muset brutálně zvýšit daně.“
Poté, co v květnu 2024 vrchní žalobce Mezinárodního trestního soudu (ICC) požádal o vydání zatykače na představitele Hamásu, ale také na izraelského premiéra Benjamina Netanjahua a bývalého ministra obrany Jo'ava Galanta, za údajné válečné zločiny během války v Pásmu Gazy, Bartoš prohlásil, že Česko by mělo rozhodnutí ICC respektovat.

## Politické působení
V lednu 2014 obhájil na Celostátním fóru Pirátů v Pardubicích post předsedy České pirátské strany, když pro něj hlasovalo 89 ze 116 delegátů (tj. 77 %).
Ve volbách do Evropského parlamentu v roce 2014 kandidoval jako lídr Pirátů. Piráti získali jen 4,78 % hlasů a do EP se nedostali. Bartoš však získal 12 644 preferenčních hlasů, což byl v ČR 13. nejvyšší počet. Dva týdny po volbách oznámil rezignaci na předsednickou funkci ve straně, kterou zdůvodnil únavou po volební kampani, ideovým rozdělením strany a potřebě věnovat se víc soukromému a rodinnému životu.
Ivan Bartoš po neúspěšných volbách v roce 2014 oslovil Andreje Babiše se zájmem stát se pražským primátorem. Tato komunikace nebyla zanesena ve stranické evidenci lobbistických kontaktů. Ivan Bartoš SMS zpětně označuje za vtip a klukovinu.

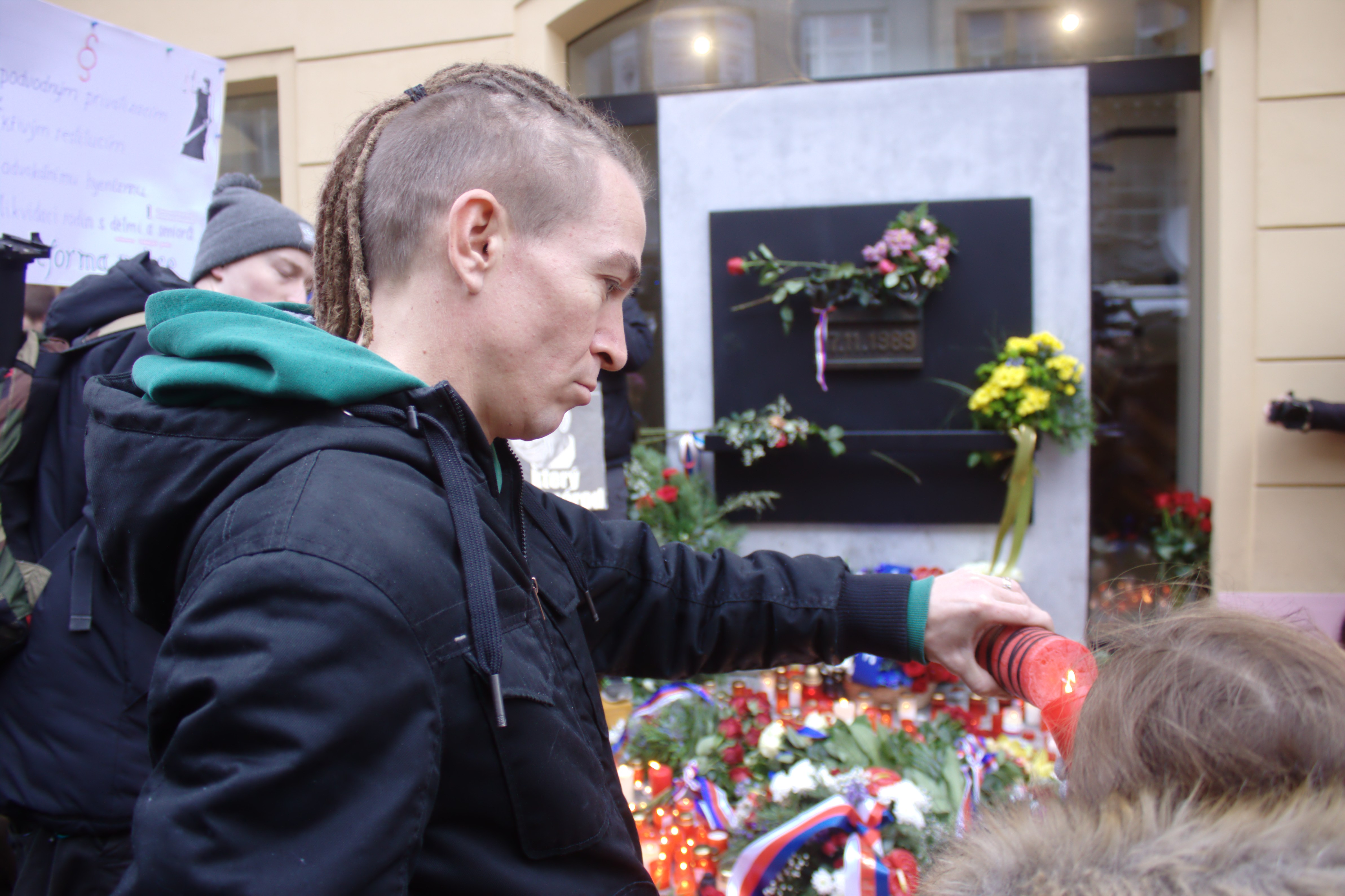
Ivan Bartoš během uctění památky 17. listopadu 1989 na Národní třídě v Praze

Na zasedání Celostátního fóra České pirátské strany v Olomouci byl dne 2. dubna 2016 znovu zvolen předsedou. Ve volbách do Poslanecké sněmovny PČR v roce 2017 byl lídrem Pirátů ve Středočeském kraji. Získal 13 361 preferenčních hlasů a byl zvolen poslancem. V lednu 2018 byl na Celostátním fóru strany v Brně opět zvolen předsedou Pirátů. Jakožto jediný kandidát získal 276 hlasů z 293 hlasujících členů strany (tj. 94 %). Ve funkci byl potvrzen i na dalším Celostátním fóru v Ostravě v lednu 2020, tentokrát získal 606 z 653 hlasů.
Po zvolení poslancem Poslanecké sněmovny Parlamentu České republiky byl v listopadu 2017 zvolen předsedou Výboru pro veřejnou správu a regionální rozvoj. Výrazně se podílel na legislativě garantující právo občanů na digitální službu, které má všem občanům zajistit možnost elektronického styku se státními úřady vedle zachování možnosti osobního kontaktu.
Dne 14. května 2020 získal spolu se svými kolegy ocenění za svou legislativní práci. Za přípravu tzv. digitální ústavy v rámci Výboru pro veřejnou správu a regionální rozvoj, která dává občanům právo na komunikaci s úřady a státem přes internet postupně do pěti let, obdržel cenu Zákon roku, kterou uděluje advokátní kancelář Deloitte Legal ve spolupráci s partnery z oblasti podnikatelské a právnické obce.
Ve volbách do Poslanecké sněmovny v roce 2021 byl Bartoš z pozice předsedy Pirátů lídrem kandidátky koalice Piráti a Starostové v Ústeckém kraji a byl opět zvolen poslancem. Stal se tak jedním ze čtyř poslanců Pirátů, přičemž obdržel 14 646 preferenčních hlasů. V pořadí poslanců nové sněmovny podle počtu preferenčních hlasů se umístil na 31. místě. Koalice obou stran získala 15,6 % hlasů.

### Působení ve vládě
V listopadu 2021 se stal kandidátem Pirátů na post místopředsedy vlády pro digitalizaci a ministra pro místní rozvoj ČR ve vznikající vládě Petra Fialy (tj. koalice SPOLU a PirSTAN). V polovině prosince 2021 jej do těchto funkcí prezident ČR Miloš Zeman jmenoval, a to na zámku v Lánech. V lednu 2022 obhájil post předsedy Pirátů, když ve druhém kole volby porazil poměrem hlasů 662 : 265 senátora Lukáše Wagenknechta. Opětovně ji poté obhájil i v lednu 2024, když poměrem hlasů 556 : 300 porazil ve druhém kole volby europoslankyni Markétu Gregorovou.
Od února 2024 byl Bartoš opakovaně kritizován odborníky ze stavebnictví (developery, architekty, stavebními úředníky...) kvůli způsobu, jakým jeho resort připravoval digitalizaci stavebního řízení. Kritici poukazovali na nedostatečnou připravenost a chyby v systému, tzv. Informační systém stavebních řízení (ISSŘ), jehož využívání mělo být podle nového stavebního zákona povinné od července 2024, a žádali odložení spuštění systému. Někteří kritici také pokazovali na porušování zákonů při zadávání veřejných zakázek, ale Bartoš veškerou kritiku důsledně odmítal jako neopodstatněnou. Úřad pro ochranu hospodářské soutěže (ÚOHS) přitom způsob, jakým Bartošovo ministerstvo zadávalo veřejné zakázky během přípravy digitalizace kritizoval už v roce 2023 a kvůli porušení zákona zrušil část výběrového řízení. Správnost postupu ÚOHS později potvrdil i krajský soud.
Od července 2024, kdy se nedostatky nového systému projevily naplno, se Bartoš ocitl pod ostrou kritikou ze strany úředníků stavebních úřadů, architektů, zástupců Svazu měst a obcí a opozičních politiků. Premiér Petr Fiala nejprve oznámil, že dal Bartošovi ultimátum na opravu nedostatků systému. Dne 22. září 2024 Bartoš rezignoval na post předsedy Pirátů kvůli neúspěchu strany ve volbách do Evropského parlamentu v roce 2024 a ve volbách zastupitelstev krajů v témže roce. Dne 24. září 2024 oznámil premiér Petr Fiala, že k 30. září navrhne prezidentovi Bartošovo odvolání z pozice ministra, neboť není schopen manažersky zvládnout digitalizaci stavebního řízení. Prezident Petr Pavel dne 30. září 2024 skutečně Bartoše po schůzce s předsedy všech koaličních stran ke stejnému dni odvolal, a to jak z funkce místopředsedy vlády Petra Fialy pro digitalizaci, tak i z funkce ministra pro místní rozvoj ČR. Od 1. října do 8. října 2024 byl pak (dočasně) pověřen řízením Ministerstva pro místní rozvoj ČR vicepremiér, ministr práce a sociálních věcí ČR a tehdejší předseda KDU-ČSL Marian Jurečka. V listopadu 2024 se jeho nástupcem v čele Pirátů stal náměstek primátora hl. města Prahy Zdeněk Hřib.
Ve volbách do Poslanecké sněmovny PČR v roce 2025 je lídrem Pirátů ve Středočeském kraji.

## Filmografie
Ztvárnil jednu z vedlejších rolí v celovečerním filmu Prezident Blaník. Hraje zde sám sebe, kde má ale ve filmu za bývalou manželku Blaníkovu asistentku Lenku.